# Jin’en Nagase

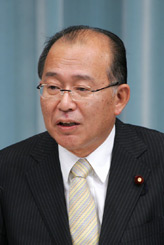
Jin‘en Nagase (2006)

Jin’en Nagase (jap. 長勢 甚遠 Nagase Jin’en; * 3. Oktober 1943 in Toyama) ist ein ehemaliger japanischer Politiker der Liberaldemokratischen Partei (LDP), Abgeordneter im Shūgiin für den 1. Wahlkreis Toyama und ehemaliger Justizminister. Innerhalb der LDP gehörte er zur Machimura-Faktion.
Nagase studierte Rechtswissenschaften an der Universität Tokio. Nach seinem Abschluss 1966 wurde er Beamter im Arbeitsministerium. 1988 verließ er das Ministerium und kandidierte 1990 erfolgreich für das Shūgiin. Nach mehreren Ausschusspositionen, einer kurzen Zeit als stellvertretender LDP-Generalsekretär und verschiedenen Staatssekretärsposten berief ihn Premierminister Shinzō Abe 2006 als Justizminister in sein Kabinett.
In Nagases elfmonatiger Amtszeit als Justizminister wurden zehn zum Tode verurteilte gehängt, er war damit der Justizminister mit den meisten Hinrichtungen seit 20 Jahren. Das vom Kokkai verabschiedete Gesetz zur Senkung des Mindestalters für Jugendhaftstrafen auf „etwa 12“ interpretierte er als nach unten auslegungsfähig. Nagase ließ mehrere politische Flüchtlinge in öffentlich diskutierten und vor Gericht strittigen Fällen abschieben. Er setzte sich zugleich für eine grundsätzliche Reform des japanischen Gastarbeiterprogramms (外国人研修制度, wörtl. „Ausländer-Ausbildungssystem“) ein, wonach der Zugang für ausländische Arbeiter liberalisiert aber zeitlich begrenzt werden sollte; im August 2007 wurde bekannt, dass sein Büro 2006 eine Spende in Höhe von 500.000 Yen von einer Organisation erhalten hatte, die für die Anwerbung billiger ausländischer Arbeitskräfte eintritt.
Bei der Kabinettsumbildung im August 2007 wurde Nagase durch Kunio Hatoyama ersetzt. Bei der Shūgiin-Wahl 2009 verlor er erstmals seinen Wahlkreis an den Demokraten Muneaki Murai und wurde nur über den Verhältniswahlblock Hokuriku-Shin’etsu wiedergewählt.
Zur Shūgiin-Wahl 2012 kandidierte Nagase nicht mehr und zog sich aus der Politik zurück.